# Andreas Aigner
Andreas Aigner (24 de septiembre de 1984) es un piloto de rally que ha competido en el Campeonato del Mundo de Rally entre 2005 y 2008 y que ha sido campeón del Campeonato de Producción en 2008.
En 2008 disputó su última temporada en el mundial, para luego seguir compitiendo en su país hasta 2012 que regresó al mundial para disputar el Rally de Alsacia en el equipo Brazil World Rally Team a bordo de un Proton Satria Neo S2000.

## Resultados

### Campeonato Mundial de Rally
| Año  | Equipo              | Automóvil                  | 1       | 2       | 3       | 4      | 5       | 6       | 7      | 8       | 9       | 10      | Pos. | Puntos |
| ---- | ------------------- | -------------------------- | ------- | ------- | ------- | ------ | ------- | ------- | ------ | ------- | ------- | ------- | ---- | ------ |
| 2005 | Andreas Aigner      | Mitsubishi Lancer Evo VIII | CYP 19  | TUR Ret | GER Ret | GBR 25 |         |         |        |         |         |         | -    | 0      |
| 2006 | Red Bull Škoda Team | Škoda Fabia WRC            | MON 13  | ZWE Ret | ESP 13  | FRA 15 | ITA 13  | GRE 14  | GER 6  | CYP Ret | TUR 10  | GBR Ret | 21º  | 3      |
| 2007 | Andreas Aigner      | Mitsubishi Lancer Evo IX   | MON Ret |         | NOR 20  |        |         |         | ESP 19 | FRA 32  |         |         | -    | 0      |
| 2007 | Red Bull Rally Team | Mitsubishi Lancer Evo IX   |         | SWE 30  |         | MEX 24 | ARG 17  | GRE 16  |        |         | IRL Ret | GBR 28  | -    | 0      |
| 2008 | Red Bull Rally Team | Mitsubishi Lancer Evo IX   | ZWE 31  | ARG 8   | GRE 14  | TUR 11 |         | NZL Ret | GBR 13 |         |         |         | 20º  | 1      |
| 2008 | Andreas Aigner      | Mitsubishi Lancer Evo IX   |         |         |         |        | FIN Ret |         |        |         |         |         | 20º  | 1      |

- Referencias[3]

### Campeonato de Europa
| Año  | Equipo       | Coche                 | 1   | 2   | 3     | 4   | 5     | 6      | 7   | 8   | 9   | 10  | 11  | 12  | Posic. | Puntos |
| ---- | ------------ | --------------------- | --- | --- | ----- | --- | ----- | ------ | --- | --- | --- | --- | --- | --- | ------ | ------ |
| 2013 | Stohl Racing | Subaru Impreza STi R4 | AUT | LIE | CAN 4 | AZO | COR 7 | YPR 11 | RUM | BCZ | POL | CRO | SAN | VAL | 7º     | 28     |